# Дорожные знаки Беларуси
Доро́жные зна́ки Республики Беларусь установлены Государственным Стандартом Республики Беларусь СТБ 1140—2013 и входят в Правила дорожного движения Республики Беларусь.
Дорожные знаки делятся на постоянные и временные, а также на несколько групп в зависимости от назначения. Каждый знак имеет номер, состоящий из разделённых точками номера группы, порядкового номера знака и порядкового номера разновидности знака (если необходимо).
Знаки на жёлтом фоне относятся к временным и применяются как отдельно, так и в сочетании с другими временными техническими средствами организации дорожного движения в местах производства ремонтных и других работ на дороге, а также в случаях оперативного изменения в организации дорожного движения.
В случаях, когда значения временных и постоянных знаков противоречат друг другу, необходимо руководствоваться временными знаками.
В случаях, когда значения знаков противоречат дорожной разметке, необходимо руководствоваться знаками.

## Предупреждающие знаки
Предупреждающие знаки информируют водителей о приближении к опасному участку дороги, движение по которому требует принятия мер, соответствующих дорожной обстановке. Большинство из них имеют форму равностороннего треугольника белого цвета с красной каймой.
Знаки 1.1, 1.2, 1.5—1.30, 1.32—1.35 устанавливаются вне населённых пунктов на расстоянии от 150 до 300 метров, а в населённых пунктах — как правило, на расстоянии от 50 до 100 метров до начала опасного участка дороги. При необходимости (начало опасного участка дороги скрыто от водителя крутым поворотом, переломом продольного профиля, зданием и т. п.) указанные знаки могут быть установлены на ином расстоянии, которое в таком случае указывается на табличке 7.1.1.
На таких участках водители должны предпринять действия, направленные на повышение безопасности дорожного движения.
| Номер знака | Изображение | Название                                                               | Пояснение |
| ----------- | ----------- | ---------------------------------------------------------------------- | --- |
| 1.1         |             | Железнодорожный переезд со шлагбаумом                                  | Предупреждает о приближении к железнодорожному переезду, оборудованному шлагбаумом. Повторяется вне населённых пунктов на расстоянии от 20 до 50 метров до начала опасного участка дороги. |
| 1.2         |             | Железнодорожный переезд без шлагбаума                                  | Предупреждает о приближении к железнодорожному переезду, не оборудованному шлагбаумом. Повторяется вне населённых пунктов на расстоянии от 20 до 50 метров до начала опасного участка дороги. |
| 1.3.1       |             | Однопутная железная дорога                                             | Предупреждение о переезде через железную дорогу с одним путём. Устанавливается непосредственно перед железнодорожным переездом. |
| 1.3.2       |             | Многопутная железная дорога                                            | Предупреждение о переезде через железную дорогу с двумя и более путями. Устанавливается непосредственно перед железнодорожным переездом. |
| 1.4.1       |             | Приближение к железнодорожному переезду                                | Дополнительное предупреждение о приближении к железнодорожному переезду вне населённых пунктов. Устанавливается на правой стороне дороги за 150—300 метров. |
| 1.4.2       |             | Приближение к железнодорожному переезду                                | Дополнительное предупреждение о приближении к железнодорожному переезду вне населённых пунктов. Устанавливается на правой стороне дороги посередине между знаками 1.4.1 и 1.4.3. |
| 1.4.3       |             | Приближение к железнодорожному переезду                                | Дополнительное предупреждение о приближении к железнодорожному переезду вне населённых пунктов. Устанавливается на правой стороне дороги за 20—50 метров. |
| 1.4.4       |             | Приближение к железнодорожному переезду                                | Дополнительное предупреждение о приближении к железнодорожному переезду вне населённых пунктов. Устанавливается на левой стороне дороги, имеющей 4 и более полосы, напротив знака 1.4.1. |
| 1.4.5       |             | Приближение к железнодорожному переезду                                | Дополнительное предупреждение о приближении к железнодорожному переезду вне населённых пунктов. Устанавливается на левой стороне дороги, имеющей 4 и более полосы, напротив знака 1.4.2. |
| 1.4.6       |             | Приближение к железнодорожному переезду                                | Дополнительное предупреждение о приближении к железнодорожному переезду вне населённых пунктов. Устанавливается на левой стороне дороги, имеющей 4 и более полосы, напротив знака 1.4.3. |
| 1.5         |             | Пересечение с трамвайной линией                                        | Предупреждает о приближении к пересечению с трамвайными путями вне перекрёстка или перед перекрёстком при ограниченной видимости трамвайных путей (менее 50 м). Приближаясь к такому пересечению, водитель должен быть особо внимателен, так как в большинстве случаев трамвай имеет преимущественное право на движение, то есть водитель должен уступить дорогу трамваю.                                                                                            |
| 1.6         |             | Конец дороги с усовершенствованным покрытием                           | Предупреждает о приближении к переходу дороги с усовершенствованным покрытием в гравийную или грунтовую дорогу. |
| 1.7         |             | Пересечение с круговым движением                                       | Предупреждает о приближении к перекрёстку, на котором организовано круговое движение. |
| 1.8         |             | Светофорное регулирование                                              | Предупреждает о приближении к перекрёстку, пешеходному переходу или участку дороги, движение на которых регулируется светофором. |
| 1.9         |             | Разводной мост или паромная переправа                                  | Предупреждает о приближении к разводному мосту или паромной переправе. Повторяется вне населённых пунктов на расстоянии от 20 до 50 метров до начала опасного участка дороги. |
| 1.10        |             | Выезд на набережную                                                    | Предупреждает о выезде на набережную, берег водоёма, где имеется опасность съезда транспортного средства в воду. Повторяется вне населённых пунктов на расстоянии от 20 до 50 метров до начала опасного участка дороги. |
| 1.11.1      |             | Опасный поворот                                                        | Предупреждает о закруглении дороги малого радиуса или с ограниченной обзорностью направо. Водитель должен помнить, что на таких участках запрещены такие манёвры как обгон, разворот и движение задним ходом. |
| 1.11.2      |             | Опасный поворот                                                        | Предупреждает о закруглении дороги малого радиуса или с ограниченной обзорностью налево. Водитель должен помнить, что на таких участках запрещены такие манёвры как обгон, разворот и движение задним ходом. |
| 1.12.1      |             | Опасные повороты                                                       | Предупреждает о приближении к участку дороги с двумя и более опасными поворотами, следующими друг за другом, первый поворот направо. При трёх и более поворотах применяется с табличкой 7.7, а также может применяться с табличкой 7.2.1. Водитель должен помнить, что на таких участках запрещены такие манёвры как обгон, разворот и движение задним ходом. |
| 1.12.2      |             | Опасные повороты                                                       | Предупреждает о приближении к участку дороги с двумя и более опасными поворотами, следующими друг за другом, первый поворот налево. При трёх и более поворотах применяется с табличкой 7.7, а также может применяться с табличкой 7.2.1. Водитель должен помнить, что на таких участках запрещены такие манёвры как обгон, разворот и движение задним ходом. |
| 1.13        |             | Крутой спуск                                                           | Цифрами указывается уклон в процентах. Может устанавливаться без таблички 7.1.1 непосредственно перед началом спуска, если спуски и подъёмы следуют один за другим. При наличии препятствия для дорожного движения водитель, движущийся на спуск, должен уступить дорогу. |
| 1.14        |             | Крутой подъём                                                          | Цифрами указывается уклон в процентах. Может устанавливаться без таблички 7.1.1 непосредственно перед началом подъёма, если спуски и подъёмы следуют один за другим. При наличии препятствия для дорожного движения водитель, движущийся на спуск, должен уступить дорогу. |
| 1.15        |             | Скользкая дорога                                                       | Предупреждает о приближении к участку дороги с повышенной скользкостью. Знак устанавливается в местах, где дорога имеет возможность сильного скольжения. Водитель можно сбросить скорость и будет осторожно. *Знак используется временно. |
| 1.16.1      |             | Искусственная неровность                                               | Предупреждает об участке дороги с установленной искусственной неровностью (неровностями) на проезжей части дороги. |
| 1.16.2      |             | Неровная дорога                                                        | Предупреждает об участке дороги с неровностями на проезжей части (волны, наплывы, гребёнка и т. п.). *Знак используется временно. |
| 1.16.3      |             | Неровная дорога                                                        | Предупреждает об участке дороги, имеющем неплавные сопряжения с покрытием дороги в виде наплыва (бугра). *Знак используется временно. |
| 1.16.4      |             | Неровная дорога                                                        | Предупреждает об участке дороги, имеющем повреждения покрытия в виде отдельных выбоин, просадок и т. п. *Знак используется временно. |
| 1.17        |             | Выброс гравия                                                          | Предупреждает об участке дороги с усовершенствованным покрытием, на котором возможен выброс гравия, щебня из-под колес транспортных средств. Водитель должен сбросить скорость и быть осторожно. *Знак используется временно. |
| 1.18.1      |             | Сужение дороги                                                         | Предупреждает об участке дороги, на котором есть сужения дороги. Водитель должен уступить дорогу всех транспортных средств, который приезжает через тоннель. |
| 1.18.2      |             | Сужение дороги                                                         | предупреждает о сужение дороги справа |
| 1.18.3      |             | Сужение дороги                                                         | Предупреждает о сужении дороги слева |
| 1.18.4      |             | Сужение дороги                                                         | Предупреждает об участке дороги, на котором есть сужения дороги. Водитель должен уступить дорогу всех транспортных средств, который приезжает через тоннель. При движения дорожных работ используется знак временном, значит что дорога суживает в двух сторонах, используется в реконструкции дороги или канализации в двух направлениях. Водитель будет должно утсупить дорогу всех транспортных средств в одном направлении.                                      |
| 1.18.5      |             | Сужение дороги                                                         | Предупреждает о сужение дороги справа знак используется временно |
| 1.18.6      |             | Сужение дороги                                                         | Предупреждает о сужении дороги слева знак используется временно |
| 1.19.1      |             | Двустороннее движение                                                  | Начало участка дороги (проезжей части дороги) со встречным движением после участка дороги с односторонним движением. |
| 1.19.2      |             | Двустороннее движение                                                  | Начало участка дороги (проезжей части дороги) со встречным движением после участка дороги с односторонним движением. Применяется при проведении дорожных работ, когда временно организуется двустороннее движение на одной из проезжих частей, предназначенной для движения в одном направлении. |
| 1.20        |             | Впереди пешеходный переход                                             | Предупреждает о приближении к нерегулируемому пешеходному переходу, обозначенному знаками 5.16.1, 5.16.2 и (или) горизонтальной дорожной разметкой 1.14.1, 1.14.2. |
| 1.21        |             | Дети                                                                   | Предупреждает о приближении к участку дороги, на котором возможно появление детей с территории детского или иного учреждения (школы (училища), оздоровительного лагеря, больницы и т. п.), прилегающего непосредственно к дороге. Повторяется вне населённых пунктов на расстоянии от 20 до 50 метров до начала опасного участка дороги. Водитель должен сбросить скорость и необходимо выпустить детей бегающий по дороге.                                          |
| 1.22        |             | Впереди велосипедный переезд                                           | Предупреждает о пересечении велосипедной дорожки с проезжей частью дороги вне перекрёстка. Водитель должен сбросить и необходимо выпустить велосипедистов пересекает по дорогой. |
| 1.23        |             | Дорожные работы                                                        | Предупреждает об участке дороги, на котором выполняются ремонтные и другие работы. Повторяется вне населённых пунктов на расстоянии от 20 до 50 метров до начала опасного участка дороги. Повторяется также в населённых пунктах непосредственно у начала участка проведения ремонтных и других работ. |
| 1.24        |             | Перегон скота                                                          | Предупреждает о приближении к участку дороги, на котором возможно появление скота. Водитель должен сбросить скорость и быть внимательным. |
| 1.25        |             | Дикие животные                                                         | Предупреждает о приближении к участку дороги, проходящему по территории заповедников (охотничьих хозяйств, лесных массивов и т. п.), на котором возможно появление диких животных. Водитель должен сбросить скорость и быть внимательным, так бы дикие животные могут пропустить дорогу. |
| 1.26        |             | Падение камней                                                         | Предупреждает о приближении к участку дороги, на котором возможны обвалы, оползни, падение камней, и т. д. Водитель должен сбросить скорость и быть осторожным. |
| 1.27        |             | Боковой ветер                                                          | Предупреждает о приближении к участку дороги, на котором возможны сильный боковой ветер или его внезапные порывы. Водитель должен сбросить скорость и быть внимательным. |
| 1.28        |             | Низколетящие самолёты                                                  | Предупреждает о приближении к участку дороги вблизи аэродромов либо над которым пролетают самолёты или вертолёты на небольшой высоте. Водитель должен сбросить скорость и быть внимательным. |
| 1.29        |             | Аварийно-опасный участок                                               | Предупреждает о приближении к участку дороги, на котором часто совершаются ДТП. Знак может сопровождаться одной из табличек 7.22.1—7.22.4, указывающей на вид опасности на табличке по этому знаку. Водитель должен сбросить скорость и быть внимательным, нарушения ДТП, может разрешить объезд движения. |
| 1.30        |             | Прочие опасности                                                       | Предупреждает о приближении к опасному участку дороги, который невозможно обозначить другими предупреждающими знаками. Водитель должен понимать, что близиться другая опасность, которые могут сбросить скорость и быть внимательным и осторожным. |
| 1.31.1      |             | Направление поворота                                                   | Направление движения на повороте дороги малого радиуса с ограниченной обзорностью. (1.31.1, 1.31.2, 1.31.4, 1.31.5) Направление объезда препятствия для дорожного движения на ремонтируемом участке дороги. (1.31.1, 1.31.2) Направление объезда центрального островка на перекрестке с круговым движением. (1.31.1) Направление движения на Т-образном перекрестке, разветвлении дорог. (1.31.1—1.31.3) Направление объезда ремонтируемого участка дороги. (1.31.3) |
| 1.31.2      |             | Направление поворота                                                   | Направление движения на повороте дороги малого радиуса с ограниченной обзорностью. (1.31.1, 1.31.2, 1.31.4, 1.31.5) Направление объезда препятствия для дорожного движения на ремонтируемом участке дороги. (1.31.1, 1.31.2) Направление объезда центрального островка на перекрестке с круговым движением. (1.31.1) Направление движения на Т-образном перекрестке, разветвлении дорог. (1.31.1—1.31.3) Направление объезда ремонтируемого участка дороги. (1.31.3) |
| 1.31.3      |             | Направление поворота                                                   | Направление движения на повороте дороги малого радиуса с ограниченной обзорностью. (1.31.1, 1.31.2, 1.31.4, 1.31.5) Направление объезда препятствия для дорожного движения на ремонтируемом участке дороги. (1.31.1, 1.31.2) Направление объезда центрального островка на перекрестке с круговым движением. (1.31.1) Направление движения на Т-образном перекрестке, разветвлении дорог. (1.31.1—1.31.3) Направление объезда ремонтируемого участка дороги. (1.31.3) |
| 1.31.4      |             | Направление поворота                                                   | Направление движения на повороте дороги малого радиуса с ограниченной обзорностью. (1.31.1, 1.31.2, 1.31.4, 1.31.5) Направление объезда препятствия для дорожного движения на ремонтируемом участке дороги. (1.31.1, 1.31.2) Направление объезда центрального островка на перекрестке с круговым движением. (1.31.1) Направление движения на Т-образном перекрестке, разветвлении дорог. (1.31.1—1.31.3) Направление объезда ремонтируемого участка дороги. (1.31.3) |
| 1.31.5      |             | Направление поворота                                                   | Направление движения на повороте дороги малого радиуса с ограниченной обзорностью. (1.31.1, 1.31.2, 1.31.4, 1.31.5) Направление объезда препятствия для дорожного движения на ремонтируемом участке дороги. (1.31.1, 1.31.2) Направление объезда центрального островка на перекрестке с круговым движением. (1.31.1) Направление движения на Т-образном перекрестке, разветвлении дорог. (1.31.1—1.31.3) Направление объезда ремонтируемого участка дороги. (1.31.3) |
| 1.32        |             | Опасная обочина                                                        | Предупреждает о приближении к участку дороги с заниженной или разрушенной обочиной либо на котором ведутся работы по ремонту обочин. *Знак используется временно. |
| 1.33        |             | Гололедица                                                             | Предупреждает о приближении к участку дороги, на котором возможны снежные заносы либо ледяные или снежно-ледяные образования. *Знак используется временно. |
| 1.34        |             | Затор на дороге                                                        | Предупреждает о приближении к участку дороги, на котором возможно образование заторов. *Знак используется временно. |
| 1.35        |             | Сезонные миграции земноводных                                          | Предупреждает о приближении к участку дороги, на котором возможны массовые появления земноводных на проезжей части. *Знак используется временно. |
| 1.36        |             | Контроль установленной скорости движения транспортных средств          | Рекомендательный. Предупреждает о контроле дорожного движения средствами автоматической фотофиксации. *Знак используется временно. Похож на знак фотовидеофиксация |
| 1.37        |             | Контроль выполнения требований Правил дорожного движения               | Участок дороги, на котором осуществляется контроль соблюдения Правил дорожного движения с использованием технических средств в автоматическом режиме. Может устанавливаться совместно со светофорами либо знаками, соблюдение требований которых контролируется |
| 1.38        |             | Начало участка контроля средней скорости движения транспортных средств | Информирование о начале участка дороги, на котором осуществляется контроль средней скорости движения транспортных средств с использованием технических средств в автоматическом режиме. Знак устанавливается совместно со знаком 3.24.1 или 3.24.2, определяющими скорость движения, соблюдение которой контролируется, если их изображения не нанесены непосредственно на знак 1.38                                                                                 |
| 1.39        |             | Конец участка контроля средней скорости движения транспортных средств  | Информирование о конце участка дороги, на котором осуществляется контроль средней скорости движения транспортных средств с использованием технических средств в автоматическом режиме Дублируется на разделительной полосе. |

## Знаки приоритета
Знаки приоритета (знаки преимущественного права проезда) устанавливают очерёдность проезда перекрёстков, пересечений проезжих частей или узких участков дорог, движение на которых не регулируется сигналами регулировщика или светофора. Основные знаки приоритета («Главная дорога», «Уступить дорогу» и «Движение без остановки запрещено») имеют особые формы. Это сделано для того, чтобы даже сзади каждый из них можно было безошибочно определить по форме.

Знак 2.1 устанавливается непосредственно перед перекрёстком, в том числе с табличкой 7.13 — перед перекрёстком со сложной планировкой или на котором главная дорога изменяет направление. При этом вне населённых пунктов перед перекрёстком, на котором главная дорога изменяет направление, знак 2.1 повторяется: первый знак 2.1 с табличками 7.1.1 и 7.13 устанавливается на расстоянии от 100 до 150 метров до перекрёстка, второй знак 2.1 с табличкой 7.13 — непосредственно перед перекрёстком.
Знак 2.1, установленный со знаком 5.22.1 или 5.22.2, предоставляет преимущество при проезде всех перекрёстков населённого пункта, расположенных на данной дороге.
Установленные на регулируемых перекрёстках знаки 2.1, 2.4, 2.5 не определяют очерёдность проезда перекрёстков и отдельных проезжих частей дороги, а информируют водителей, что перекрёстки являются обозначенными.
Знак 2.4 устанавливается непосредственно перед перекрёстком, а при наличии полосы разгона — перед началом этой полосы. Перед перекрёстком, на котором главная дорога изменяет направление, знак 2.4 устанавливается с табличкой 7.13.
Вне населённых пунктов на дорогах с усовершенствованным покрытием знак 2.4 с табличкой 7.1.1 или 7.1.2 устанавливается на расстоянии от 150 до 300 метров до перекрёстка. В населённых пунктах знак 2.4 с табличкой 7.1.1 или 7.1.2 может устанавливаться на расстоянии от 50 до 100 метров до перекрёстка.
| Номер знака | Изображение | Название                               | Пояснение |
| ----------- | ----------- | -------------------------------------- | --- |
| 2.1         |             | Главная дорога                         | Предоставляется право преимущественного проезда перекрёстка (пересечения проезжих частей дорог). |
| 2.2         |             | Конец главной дороги                   | Отменяется право преимущественного проезда перекрёстка (пересечения проезжих частей дорог). |
| 2.3.1       |             | Пересечение со второстепенной дорогой  | Предупреждает о близости пересечения со второстепенной дорогой. Применяется вне населённых пунктов на расстоянии 150—300 метров до перекрёстка. |
| 2.3.2       |             | Примыкание второстепенной дороги       | Предупреждает о близости примыкания второстепенной дороги справа. Применяется вне населённых пунктов на расстоянии 150—300 метров до перекрёстка. |
| 2.3.3       |             | Примыкание второстепенной дороги       | Предупреждает о близости примыкания второстепенной дороги слева. Применяется вне населённых пунктов на расстоянии 150—300 метров до перекрёстка. |
| 2.3.4       |             | Пересечение равнозначных дорог         | Приближение к перекрёстку равнозначных дорог. Необходимо уступать дорогу любым транспортным средствам, приближающимся справа, пешеходам и трамваям. Применяется вне населённых пунктов на расстоянии от 150 до 300 метров, а в населённых пунктах — как правило, на расстоянии от 50 до 100 метров до перекрёстка. |
| 2.4         |             | Уступить дорогу                        | Необходимо уступить дорогу транспортным средствам движущимся по пересекаемой дороге, а при наличии таблички 7.13 — транспортным средствам, движущимся по главной дороге, а также справа по равнозначной дороге. Знак, установленный на главной дороге, обозначает также конец главной дороги. |
| 2.5         |             | Движение без остановки запрещено       | Запрещается движение без остановки перед «стоп-линией» (знаком 5.33, горизонтальной дорожной разметкой 1.12), а при её отсутствии — перед краем пересекаемой проезжей части дороги. Необходимо уступить дорогу транспортным средствам, движущимся по пересекаемой дороге, а при наличии таблички 7.13 — транспортным средствам, движущимся по главной дороге, а также справа по равнозначной дороге. Знак 2.5 может быть установлен перед железнодорожным переездом. В этом случае, когда движение через переезд не запрещено, водитель должен остановиться перед «стоп-линией» (знаком 5.33, горизонтальной дорожной разметкой 1.12), а при её отсутствии — перед знаком 2.5. |
| 2.6.1       |             | Преимущество встречного движения       | Запрещается въезд на участок дороги, если это может затруднить встречное движение. Необходимо уступить дорогу транспортным средствам, находящимся на данном участке дороги или на противоположном подъезде к нему. При дорожных работах используется знак временно. |
| 2.6.2       |             | Преимущество встречного движения       | Запрещается въезд на участок дороги, если это может затруднить встречное движение. Необходимо уступить дорогу транспортным средствам, находящимся на данном участке дороги или на противоположном подъезде к нему. При дорожных работах используется знак временно. |
| 2.7         |             | Преимущество перед встречным движением | Участок дороги, при движении по которому водитель пользуется преимуществом по отношению к встречным транспортным средствам. |

## Запрещающие знаки
Запрещающие и ограничивающие знаки вводят или отменяют определённые ограничения движения. Знаки имеют круглую форму, большинство из них белые с красной каймой.
Действие не распространяется:
- знаков 3.1—3.3, 3.18.1—3.19, 3.27 — на маршрутные транспортные средства, движущиеся по установленным маршрутам;
- знаков 3.2—3.8 — на транспортные средства дорожно-эксплуатационной и коммунальной служб, автомобили с наклонной белой полосой на бортах и на другие транспортные средства, обслуживающие торговые и другие организации, расположенные в обозначенной зоне (граждан, проживающих или работающих в данной зоне), а также на транспортные средства, принадлежащие гражданам, проживающим или работающим в этой зоне, при отсутствии иных возможностей их подъезда. Такие транспортные средства должны въезжать в обозначенную зону и выезжать из неё на ближайшем к месту назначения перекрестке;
- знаков 3.2, 3.3, 3.28—3.30 — на транспортные средства, управляемые инвалидами І либо ІІ группы, ІІІ группы с нарушениями опорно-двигательного аппарата или перевозящие инвалидов этих групп;
- знака 3.4 — на грузовые автомобили, предназначенные для перевозки пассажиров;
- знаков 3.27—3.30 — на места, обозначенные знаком 5.15;
- знаков 3.28—3.30 — на такси с включённым таксометром.

Действие распространяется:
- знаков 3.10, 3.27—3.30 — только на ту сторону дороги, у которой (над которой) они установлены. Действие знаков 3.27—3.30, установленных на прилегающей к дороге территории, распространяется на эту территорию с учётом требований табличек, установленных с такими знаками;
- знаков 3.16, 3.20.1, 3.20.3, 3.22, 3.24.1, 3.24.2, 3.26—3.30 — от места установки знака до ближайшего обозначенного перекрестка, при этом в населённом пункте без обозначенного перекрестка — до конца населённого пункта;
- знаков 3.18.1 и 3.18.2 — на перекрёсток, перед которым установлен знак, а также на ближайшее пересечение проезжих частей дорог на перекрестке, если дорога, на которую совершается поворот, содержит разделительную полосу (разделительную зону);
- знаков 3.24.1, 3.24.2, установленных перед населённым пунктом, обозначенным знаком 5.22.1 или 5.22.2, — до этого знака.

Зона действия может быть уменьшена для:
- знаков 3.16, 3.26 — применением таблички 7.2.1;
- знаков 3.20.1—3.20.3, 3.22, 3.24.1, 3.24.2 — установкой в конце зоны их действия соответственно знаков 3.21.1, 3.21.2, 3.23, 3.25.1, 3.25.2 или применением таблички 7.2.1;
- знаков 3.24.1, 3.24.2 — установкой этих знаков с другим значением максимальной скорости движения;
- знаков 3.27—3.30 — применением табличек 7.2.1, 7.2.2 или установкой в конце зоны их действия повторных знаков 3.27—3.30 с табличкой 7.2.3.

| Номер знака | Изображение | Название                                                   | Пояснение |
| ----------- | ----------- | ---------------------------------------------------------- | --- |
| 3.1         |             | Въезд запрещен                                             | Запрещается въезд транспортных средств. Обиходное название знака — «кирпич». |
| 3.2         |             | Движение запрещено                                         | Запрещается движение транспортных средств. |
| 3.3         |             | Движение механических транспортных средств запрещено       | Запрещается движение механических транспортных средств. |
| 3.4         |             | Движение грузовых автомобилей запрещено                    | Запрещается движение грузовых автомобилей (автопоездов) с технически допустимой общей массой более 3,5 тонны (если на знаке не указана масса) или с фактической массой, превышающей указанную на знаке, а также колёсных тракторов и самоходных машин.                                                                        |
| 3.5         |             | Движение мотоциклов запрещено                              | Запрещается движение мотоциклов и мопедов. |
| 3.6         |             | Движение тракторов запрещено                               | Запрещается движение колёсных тракторов и самоходных машин. |
| 3.7         |             | Движение с прицепом запрещено                              | Запрещаются движение грузовых автомобилей, колёсных тракторов и самоходных машин с прицепами, а также буксировка механических транспортных средств. |
| 3.8         |             | Движение гужевых транспортных средств запрещено            | Запрещаются движение гужевых транспортных средств, животных под седлом или вьюком, а также прогон скота. |
| 3.9         |             | Движение велосипедов запрещено                             | Запрещается движение велосипедов. |
| 3.10        |             | Движение пешеходов запрещено                               | Запрещается движение пешеходов. |
| 3.11.1      |             | Ограничение массы                                          | Запрещается движение транспортных средств, в том числе автопоездов, общая фактическая масса которых больше указанной на знаке. При дорожных работах используется знак временно. |
| 3.11.2      |             | Ограничение массы                                          | Запрещается движение транспортных средств, в том числе автопоездов, общая фактическая масса которых больше указанной на знаке. При дорожных работах используется знак временно. |
| 3.12.1      |             | Ограничение нагрузки на ось                                | Запрещается движение транспортных средств, у которых фактическая нагрузка на любую ось больше указанной на знаке. Для двухосного транспортного средства на переднюю ось приходится 1/3 массы, на заднюю — 2/3. Если более 2 осей, то масса распределяется по ним равномерно. При дорожных работах используется знак временно. |
| 3.12.2      |             | Ограничение нагрузки на ось                                | Запрещается движение транспортных средств, у которых фактическая нагрузка на любую ось больше указанной на знаке. Для двухосного транспортного средства на переднюю ось приходится 1/3 массы, на заднюю — 2/3. Если более 2 осей, то масса распределяется по ним равномерно. При дорожных работах используется знак временно. |
| 3.13        |             | Ограничение высоты                                         | Запрещается движение транспортных средств, габаритная высота которых (с грузом или без груза) больше указанной на знаке. |
| 3.14        |             | Ограничение ширины                                         | Запрещается движение транспортных средств, габаритная ширина которых (с грузом или без груза) больше указанной на знаке. |
| 3.15.1      |             | Ограничение длины                                          | Запрещается движение транспортных средств (автопоездов), габаритная длина которых (с грузом или без груза) больше указанной на знаке. При дорожных работах используется знак временно. |
| 3.15.2      |             | Ограничение длины                                          | Запрещается движение транспортных средств (автопоездов), габаритная длина которых (с грузом или без груза) больше указанной на знаке. При дорожных работах используется знак временно. |
| 3.16        |             | Ограничение минимальной дистанции                          | Запрещается движение транспортных средств с дистанцией между ними меньше указанной на знаке. |
| 3.17.1      |             | Таможня                                                    | Запрещается проезд без остановки у таможни (контрольного пункта). Разрешение на дальнейшее движение даёт работник таможни (контрольного пункта). |
| 3.17.2      |             | Опасность                                                  | Запрещается движение всех без исключения транспортных средств в связи с дорожно-транспортным происшествием, аварией, стихийным бедствием или другой опасностью для движения. *Знак используется временно. |
| 3.18.1      |             | Поворот направо запрещен                                   | Поворот направо запрещён. |
| 3.18.2      |             | Поворот налево запрещен                                    | Поворот налево запрещён, разрешён разворот. |
| 3.19        |             | Разворот запрещён                                          | Разворот запрещён, разрешён поворот налево. |
| 3.20.1      |             | Обгон запрещен                                             | Запрещается обгон транспортных средств, кроме одиночных, движущихся со скоростью менее 30 км/ч. При дорожных работах используется знак временно. |
| 3.20.2      |             | Обгон запрещен                                             | Запрещается обгон транспортных средств, кроме одиночных, движущихся со скоростью менее 30 км/ч. При дорожных работах используется знак временно. |
| 3.20.3      |             | Обгон запрещен                                             | Запрещается обгон транспортных средств, скорость движения которых больше указанной на знаке. |
| 3.21.1      |             | Конец зоны запрещения обгона                               | Отменяет действие знаков 3.20.1—3.20.3. При дорожных работах используется знак временно. |
| 3.21.2      |             | Конец зоны запрещения обгона                               | Отменяет действие знаков 3.20.1—3.20.3. При дорожных работах используется знак временно. |
| 3.22        |             | Обгон грузовым автомобилям запрещен                        | Грузовым автомобилям с технически допустимой общей массой более 3,5 тонны запрещается обгон транспортных средств, кроме одиночных, движущихся со скоростью менее 30 км/ч. Колёсным тракторам и самоходным машинам запрещается обгон транспортных средств, кроме одиночных велосипедов, гужевых транспортных средств.          |
| 3.23        |             | Конец зоны запрещения обгона грузовым автомобилям          | Отменяет действие знака 3.22. |
| 3.24.1      |             | Ограничение максимальной скорости                          | Запрещается движение со скоростью (км/ч), превышающей указанную на знаке. При дорожных работах используется знак временно. |
| 3.24.2      |             | Ограничение максимальной скорости                          | Запрещается движение со скоростью (км/ч), превышающей указанную на знаке. При дорожных работах используется знак временно. |
| 3.25.1      |             | Конец зоны ограничения максимальной скорости               | Отменяет действие знаков 3.24.1, 3.24.2. При дорожных работах используется знак временно. |
| 3.25.2      |             | Конец зоны ограничения максимальной скорости               | Отменяет действие знаков 3.24.1, 3.24.2. При дорожных работах используется знак временно. |
| 3.26        |             | Подача звукового сигнала запрещена                         | Запрещается пользоваться звуковым сигналом, кроме случая подачи его для предотвращения дорожно-транспортного происшествия. |
| 3.27        |             | Остановка запрещена                                        | Запрещаются остановка и стоянка транспортных средств. |
| 3.28        |             | Стоянка запрещена                                          | Запрещается стоянка всех транспортных средств. |
| 3.29        |             | Стоянка запрещена по нечётным числам месяца                | Запрещается стоянка по нечётным числам месяца. |
| 3.30        |             | Стоянка запрещена по чётным числам месяца                  | запрещается стоянка по чётным числам месяца. При одновременном применении знаков 3.29 и 3.30 на противоположных сторонах дороги транспортные средства должны быть переставлены с одной её стороны на другую в период с 19 до 24 часов.                                                                                        |
| 3.31        |             | Конец зоны всех ограничений                                | Обозначение конца зоны действия следующих знаков: 3.16, 3.20.1—3.20.3, 3.22, 3.24.1, 3.24.2, 3.26—3.30. |
| 3.32        |             | Движение транспортных средств с опасными грузами запрещено | Запрещается движение транспортных средств, оборудованных опознавательными знаками «Опасный груз». |
| 3.33        |             | Зона с ограничением максимальной скорости движения         | Знаки 3.33 и 3.34 информируют соответственно о начале и конце территории, на которой запрещено движение со скоростью, превышающей указанную на дорожном знаке. |
| 3.34        |             | Конец зоны с ограничением максимальной скорости движения   | Знаки 3.33 и 3.34 информируют соответственно о начале и конце территории, на которой запрещено движение со скоростью, превышающей указанную на дорожном знаке. |
| 3.35        |             | Движение на средствах персональной мобильности запрещено   | Запрещается движение на средствах персональной мобильности. |

## Предписывающие знаки
Предписывающие знаки применяются для обозначения необходимых направлений, условий и режимов движения. Действие знаков 4.1.1—4.1.6, установленных перед перекрёстком, распространяется на весь перекрёсток, если знаки 4.1.1—4.1.6 или 5.8.1, 5.8.2, установленные на нём, не дают других предписаний (указаний). Действие знаков 4.1.1—4.1.6 не распространяется на маршрутные транспортные средства, движущиеся по установленным маршрутам. Действие знака 4.1.1, установленного за перекрёстком, распространяется до следующего обозначенного перекрёстка. Зона действия данного знака может быть уменьшена применением таблички 7.2.1. Знаки 4.2.1 и 4.2.2 могут применяться группами (не менее трёх знаков) для обозначения линии отклонения траектории движения транспортных средств от препятствия для дорожного движения. Действие знаков 4.4, 4.7, установленных с табличкой 7.14 и размещённых над полосой движения, распространяется только на данную полосу. При отсутствии таблички 7.14 действие этих знаков распространяется на все полосы проезжей части дороги данного направления. Действие знаков 4.4, 4.7, изображения которых нанесены на поле знаков 5.8.1, 5.8.2, 5.8.7, 5.8.8, распространяется на соответствующие полосы движения. Действие знаков 4.9.1—4.9.3 распространяется на ближайший перекрёсток. =
| Номер знака | Изображение | Название                                                         | Пояснение |
| ----------- | ----------- | ---------------------------------------------------------------- | --- |
| 4.1.1       |             | Движение прямо                                                   | Движение разрешено только прямо. |
| 4.1.2       |             | Движение направо                                                 | Движение разрешено только направо. |
| 4.1.3       |             | Движение налево                                                  | Движение разрешено только налево или из крайней левой полосы движения на разворот, если разметка или другие дорожные знаки не предписывают иное. |
| 4.1.4       |             | Движение прямо или направо                                       | Движение разрешено только прямо или направо. |
| 4.1.5       |             | Движение прямо или налево                                        | Движение разрешено только прямо, налево, а также разрешён разворот из крайней левой полосы движения, если разметка или другие дорожные знаки не предписывают иное. |
| 4.1.6       |             | Движение направо или налево                                      | Движение разрешено только налево или направо, а также разрешён разворот из крайней левой полосы движения, если разметка или другие дорожные знаки не предписывают иное. |
| 4.2.1       |             | Объезд препятствия справа                                        | Объезд островков безопасности и различного рода препятствий для дорожного движения, находящихся на проезжей части дороги, разрешается только со стороны, указанной стрелкой. |
| 4.2.2       |             | Объезд препятствия слева                                         | Объезд островков безопасности и различного рода препятствий для дорожного движения, находящихся на проезжей части дороги, разрешается только со стороны, указанной стрелкой. |
| 4.2.3       |             | Объезд препятствия справа или слева                              | Объезд островков безопасности и различного рода препятствий для дорожного движения, находящихся на проезжей части дороги, разрешается с любой стороны. |
| 4.3         |             | Круговое движение                                                | Разрешается объезд центрального островка на перекрёстке (площади) с круговым движением только в направлении, указанном стрелками. |
| 4.4         |             | Движение легковых автомобилей                                    | Разрешается движение только легковых автомобилей и мотоциклов. |
| 4.5.1       |             | Велосипедная дорожка                                             | Разрешается движение только на велосипедах. Если при отсутствии тротуара или пешеходной дорожки по велосипедной дорожке разрешается движение пешеходов, вместо знака 4.5.1 устанавливается знак 4.5.3, при этом пешеходы не должны создавать препятствий для движения велосипедистов |
| 4.5.2       |             | Конец велосипедной дорожки                                       | Конец зоны действия знака 4.5.1. Предупреждает о конце велосипедной дорожки |
| 4.5.3       |             | Начало велосипедной дорожки с разрешённым движением пешеходов    | Рекомендательный. Предупреждает о начале велосипедной дорожки с пешеходами |
| 4.5.4       |             | Конец велосипедной дорожки с разрешённым движением пешеходов     | Конец зоны действия знака 4.5.3. Рекомендательный. Предупреждает о конце дорожки велосипедистов с пешеходами |
| 4.6.1       |             | Пешеходная дорожка                                               | Разрешается движение только пешеходам. Если при отсутствии велосипедной дорожки по пешеходной дорожке разрешается движение на велосипедах, вместо знака 4.6.1 устанавливается знак 4.6.3, при этом велосипедисты не должны создавать препятствий для движения пешеходов.             |
| 4.6.2       |             | Конец пешеходной дорожки                                         | Конец зоны действия знака 4.6.1. Предупреждает о конце пешеходной дорожки |
| 4.6.3       |             | Начало пешеходной дорожки с разрешённым движением велосипедистов | Рекомендательный. Предупреждает о начале пешеходной дорожки с велосипедами |
| 4.6.4       |             | Конец пешеходной дорожки с разрешённым движением велосипедистов  | Конец зоны действия знака 4.6.3. Рекомендательный. Предупреждает о конце пешеходной дорожки с велосипедами |
| 4.7         |             | Ограничение минимальной скорости                                 | Разрешается движение только с указанной или с большей скоростью (км/ч), но не более предусмотренной пунктами 88 и 89 Правил. |
| 4.8         |             | Конец зоны ограничения минимальной скорости                      | Конец зоны действия знака 4.7. Водителям требуется снизить скорость |
| 4.9.1       |             | Направление движения транспортных средств с опасными грузами     | Движение транспортных средств с опознавательными знаками «Опасный груз» разрешается только в направлении, указанном на знаке: 4.9.1 — налево, 4.9.2 — прямо, 4.9.3 — направо. |
| 4.9.2       |             | Направление движения транспортных средств с опасными грузами     | Движение транспортных средств с опознавательными знаками «Опасный груз» разрешается только в направлении, указанном на знаке: 4.9.1 — налево, 4.9.2 — прямо, 4.9.3 — направо. |
| 4.9.3       |             | Направление движения транспортных средств с опасными грузами     | Движение транспортных средств с опознавательными знаками «Опасный груз» разрешается только в направлении, указанном на знаке: 4.9.1 — налево, 4.9.2 — прямо, 4.9.3 — направо. |
| 4.10.1      |             | Дорожка для всадников                                            | Разрешается движение только всадникам. |
| 4.10.2      |             | Конец дорожки для всадников                                      | Конец зоны действия знака 4.10.1. Предупреждает о конце дороги для всадников |
| 4.11.1      |             | Начало пешеходной и велосипедной дорожки                         | Разрешается движение пешеходам и велосипедистам, при этом полосы движения для пешеходов и велосипедистов отделены друг от друга (барьером или разметкой). Сторона изображения указывает соответствующую полосу для движения. Рекомендательный.                                       |
| 4.11.2      |             | Начало пешеходной и велосипедной дорожки                         | Разрешается движение пешеходам и велосипедистам, при этом полосы движения для пешеходов и велосипедистов отделены друг от друга (барьером или разметкой). Сторона изображения указывает соответствующую полосу для движения. Рекомендательный.                                       |
| 4.11.3      |             | Конец пешеходной и велосипедной дорожки                          | Конец зоны действия знака 4.11.1, 4.11.2. Рекомендательный. Предупреждает о конце пешеходной и велосипеной дорожки |
| 4.11.4      |             | Конец пешеходной и велосипедной дорожки                          | Конец зоны действия знака 4.11.1, 4.11.2. Рекомендательный. Предупреждает о конце пешеходной и велосипеной дорожки |

## Информационно-указательные знаки
Информационно-указательные знаки вводят или отменяют определённые режимы движения, а также информируют участников дорожного движения о расположении населённых пунктов и других объектов.
Зелёный или синий фон знаков 5.20.1—5.21.2, установленных вне населённого пункта (вставок на знаках 5.20.1, 5.20.2, отдельных полей знака 5.21.2), информирует о том, что движение к указанному населённому пункту или к другому объекту будет осуществляться соответственно по автомагистрали или по другой дороге. Зелёный или синий фон установленных в населённом пункте знаков 5.20.1—5.21.2 информирует о том, что после выезда из данного населённого пункта движение к указанному на знаке населённому пункту или к другому объекту будет осуществляться соответственно по автомагистрали или по другой дороге, белый фон — о том, что указанный объект находится в данном населённом пункте.
Фон знаков 5.24—5.26.1, 5.27, 5.28, установленных на автомагистрали, — зелёный.
| Номер знака | Изображение | Название                                                                               | Пояснение |
| ----------- | ----------- | -------------------------------------------------------------------------------------- | --- |
| 5.1         |             | Автомагистраль                                                                         | Знаки информируют о начале и конце дороги, на которой действуют специальные требования Правил, устанавливающие порядок дорожного движения на автомагистрали. |
| 5.2         |             | Конец автомагистрали                                                                   | Знаки информируют о начале и конце дороги, на которой действуют специальные требования Правил, устанавливающие порядок дорожного движения на автомагистрали. |
| 5.3         |             | Дорога для автомобилей                                                                 | Дорога, предназначенная для движения только автомобилей, автобусов и мотоциклов. |
| 5.4         |             | Конец дороги для автомобилей                                                           | Отменяет действие знака 5.3 Предупреждает о конце дороги для автомобилей |
| 5.5         |             | Дорога с односторонним движением                                                       | Дорога или конструктивно отделённая проезжая часть дороги, по которой движение транспортных средств по всей ширине осуществляется в одном направлении. |
| 5.6         |             | Конец дороги с односторонним движением                                                 | Отменяет действие знака 5.5 Предупреждает о начале дороги с двусторонним движением |
| 5.7.1       |             | Выезд на дорогу с односторонним движением                                              | Выезд на дорогу или проезжую часть, по которой движение транспортных средств разрешено только в направлении, указанном на знаке. |
| 5.7.2       |             | Выезд на дорогу с односторонним движением                                              | Выезд на дорогу или проезжую часть, по которой движение транспортных средств разрешено только в направлении, указанном на знаке. |
| 5.8.1       |             | Направления движения по полосам                                                        | Количество полос движения на перекрестке и разрешённые направления движения по каждой из них. В отличие от России, на знаке могут быть изображены только 2 или 3 полосы. В связи с этим, на дорогах с 4 и более полосами движения в одну сторону устанавливаются два знака: один справа, а другой слева. |
| 5.8.2       |             | Направление движения по полосе                                                         | Разрешённое направление (направления) движения по полосе. На знаках 5.8.1, 5.8.2 может быть отражена информация об ограничениях дорожного движения на перекрестке (нанесены изображения запрещающих или предписывающих знаков). Знаки 5.8.1, 5.8.2, разрешающие поворот налево с крайней левой полосы движения, разрешают и разворот с этой полосы. Конфигурация стрелок может быть изменена в соответствии с конфигурацией конкретного перекрестка. Действие знаков 5.8.1, 5.8.2, установленных перед перекрестком, распространяется на весь перекрёсток, если знаки 5.8.1, 5.8.2 или 4.1.1—4.1.6, установленные на перекрестке, не дают других указаний.                              |
| 5.8.3       |             | Начало полосы                                                                          | Начало дополнительной полосы на подъёме или полосы торможения. Если на знаке, установленном перед дополнительной полосой движения, нанесено изображение знака 4.4 или 4.7, то водитель транспортного средства, которое не может продолжить движение по основной полосе с учётом требований указанных знаков, должен перестроиться на дополнительную полосу движения. |
| 5.8.4       |             | Начало полосы                                                                          | Начало участка средней полосы трёхполосной дороги, предназначенного для движения в данном направлении, или начало полосы торможения для поворота налево либо разворота. Если на знаке 5.8.4 изображён знак, запрещающий движение каким-либо транспортным средствам, то движение этих транспортных средств по соответствующей полосе запрещается. |
| 5.8.5       |             | Конец полосы                                                                           | Конец дополнительной полосы на подъёме или полосы разгона. |
| 5.8.6       |             | Конец полосы                                                                           | Конец полосы, предназначенной для движения в данном направлении. |
| 5.8.7       |             | Направление движения по полосам                                                        | Если на знаке 5.8.7 нанесено изображение запрещающего знака движение грузовых автомобилей запрещено или предписывающего знака, то указанные ограничения, условия или режимы движения вводятся на соответствующей полосе движения. Части знаков 5.8.7, 5.8.8, обозначающие количество полос для встречных направлений движения, могут быть выполнены в виде отдельных знаков, установленных на небольшом расстоянии один от другого. |
| 5.8.8       |             | Направление движения по полосам                                                        | Если на знаке 5.8.7 нанесено изображение запрещающего знака движение грузовых автомобилей запрещено или предписывающего знака, то указанные ограничения, условия или режимы движения вводятся на соответствующей полосе движения. Части знаков 5.8.7, 5.8.8, обозначающие количество полос для встречных направлений движения, могут быть выполнены в виде отдельных знаков, установленных на небольшом расстоянии один от другого. |
| 5.9.1       |             | Полоса для маршрутных транспортных средств                                             | Полоса, предназначенная для движения только маршрутных транспортных средств, движущихся попутно общему потоку транспортных средств. Действие знака распространяется на полосу, над которой он расположен. Действие знака, установленного справа от дороги, распространяется на крайнюю правую полосу. |
| 5.9.2       |             | Конец полосы для маршрутных транспортных средств                                       | Конец зоны действия знака 5.9.1. Предупреждает о конце полосы для маршрутных транспортных средств |
| 5.10.1      |             | Дорога с полосой для маршрутных транспортных средств                                   | Дорога, по которой движение маршрутных транспортных средств осуществляется по специально выделенной полосе навстречу потоку транспортных средств. |
| 5.10.2      |             | Выезд на дорогу с полосой для маршрутных транспортных средств                          | Выезд на дорогу, по которой движение маршрутных транспортных средств осуществляется по специально выделенной полосе навстречу потоку транспортных средств. |
| 5.10.3      |             | Выезд на дорогу с полосой для маршрутных транспортных средств                          | Выезд на дорогу, по которой движение маршрутных транспортных средств осуществляется по специально выделенной полосе навстречу потоку транспортных средств. |
| 5.10.4      |             | Конец дороги с полосой для маршрутных транспортных средств                             | Отменяет действие знака 5.10.1. |
| 5.11.1      |             | Место для разворота                                                                    | Обозначает разрыв в разделительной зоне, разделительной полосе или часть перекрёстка, где разрешён разворот. |
| 5.11.2      |             | Зона для разворота                                                                     | Начало зоны для разворота транспортных средств и её длина. |
| 5.12.1      |             | Остановочный пункт автобуса и (или) троллейбуса                                        | Знак обозначает начало посадочной площадки остановочного пункта автобуса и (или) троллейбуса. Вне населённых пунктов знак может быть установлен на павильоне со стороны прибытия маршрутных транспортных средств. В нижней части знака может быть нанесено изображение таблички 7.2.1 с указанием расстояния, равного протяжённости посадочной площадки. Знак может иметь расписание по желанию издателя знака. |
| 5.12.2      |             | Место остановки автобуса и (или) троллейбуса                                           | Знак устанавливается вместо знака 5.12.1. Это знак 5.12.1, где под белым квадратом изображены буквы «А» или «Т». Автобус — буквенный индекс «А». Троллейбус — «Т». Также на знаке написано расписание движения. |
| 5.13.1      |             | Остановочный пункт трамвая                                                             | Знак обозначает начало зоны остановочного пункта трамвая. В нижней части знака может быть нанесено изображение таблички 7.2.1 с указанием расстояния, равного протяжённости зоны остановочного пункта трамвая. По желанию издателя может быть расписание. |
| 5.13.2      |             | Место остановки трамвая                                                                | Знак может устанавливаться в конце зоны остановочного пункта трамвая. Под знаком размещается табличка с информацией о маршрутах и режиме движения трамваев (расписание). |
| 5.14.1      |             | Остановочный пункт экспресс-маршрута                                                   | Знак обозначает начало посадочной площадки остановочного пункта транспортного средства, осуществляющего движение в регулярном экспрессном сообщении. Данный остановочный пункт может быть обозначен двумя знаками 5.14.1, установленными в начале и в конце посадочной площадки. В этом случае в нижней части первого по ходу движения знака может быть нанесено изображение таблички 7.2.1 с указанием протяжённости посадочной площадки, а также информация о количестве транспортных средств, которым разрешено одновременно находиться на остановочном пункте. |
| 5.14.2      |             | Место стоянки такси                                                                    | Знак обозначает зону на проезжей части дороги или специальную площадку, предназначенную только для стоянки такси. На знаке может быть указано количество такси, которым разрешено одновременно находиться на стоянке. В населённых пунктах зона стоянки такси может быть обозначена двумя знаками 5.14.2, один из которых устанавливается в начале зоны с табличкой 7.2.1, второй — в конце зоны стоянки. |
| 5.15        |             | Место стоянки                                                                          | Знак обозначает специальную площадку, зону на проезжей части дороги или на тротуаре, которые отведены для стоянки транспортных средств. Для уточнения направления движения, расстояния до специальной площадки и разрешённых на ней условий стоянки со знаком 5.15 могут применяться таблички. |
| 5.16.1      |             | Пешеходный переход                                                                     | Знаки обозначают зону для перехода пешеходами проезжей части дороги. На пешеходных переходах шириной более 10 метров со знаком 5.16.2 может быть установлена табличка 7.2.1 или 7.2.2, на которой указывается ширина зоны пешеходного перехода. |
| 5.16.2      |             | Пешеходный переход                                                                     | Знаки обозначают зону для перехода пешеходами проезжей части дороги. На пешеходных переходах шириной более 10 метров со знаком 5.16.2 может быть установлена табличка 7.2.1 или 7.2.2, на которой указывается ширина зоны пешеходного перехода. |
| 5.16.3      |             | Велосипедный переезд                                                                   | Знаки обозначают зону для переезда велосипедистами проезжей части дороги. |
| 5.16.4      |             | Велосипедный переезд                                                                   | Знаки обозначают зону для переезда велосипедистами проезжей части дороги. |
| 5.17.1      |             | Подземный пешеходный переход                                                           | Указывает место, где пешеходы могут безопасно перейти дорогу при помощи подземного пешеходного перехода. |
| 5.17.2      |             | Подземный пешеходный переход                                                           | Указывает место, где пешеходы могут безопасно перейти дорогу при помощи подземного пешеходного перехода. |
| 5.17.3      |             | Надземный пешеходный переход                                                           | Указывает место, где пешеходы могут безопасно перейти дорогу при помощи надземного пешеходного перехода. |
| 5.17.4      |             | Надземный пешеходный переход                                                           | Указывает место, где пешеходы могут безопасно перейти дорогу при помощи надземного пешеходного перехода. |
| 5.18.1      |             | Рекомендуемая скорость                                                                 | Скорость, с которой рекомендуется движение на данном участке дороги. Зона действия знака распространяется до знака 5.18.2 либо до знака 5.18.1 с другим значением рекомендуемой скорости или до ближайшего обозначенного перекрестка, а при применении знака 5.18.1 с предупреждающим знаком определяется протяжённостью опасного участка дороги. |
| 5.18.2      |             | Конец действия знака «Рекомендуемая скорость»                                          | Отменяет действие знака 5.18.1. |
| 5.19.1      |             | Тупик                                                                                  | Указывает участок дороги, где невозможно сквозное движение, не запрещая при этом движение в направлении тупика. |
| 5.19.2      |             | Тупик                                                                                  | Указывает участок дороги, где невозможно сквозное движение, не запрещая при этом движение в направлении тупика. |
| 5.19.3      |             | Тупик                                                                                  | Указывает участок дороги, где невозможно сквозное движение, не запрещая при этом движение в направлении тупика. |
| 5.20.1      |             | Предварительный указатель направлений                                                  | Указывает направления движения к населённым пунктам или другим объектам. На знаках могут быть нанесены символы автомагистрали, аэропорта, изображения знаков 5.29.1, 5.29.2, а также других символов и знаков, информирующих об особенностях дорожного движения. В нижней части знака 5.20.1 указывается расстояние от места его установки до перекрестка или начала полосы торможения. Знак 5.20.1 применяется также для указания схемы маршрута объезда участков дорог, на которых установлен один из запрещающих знаков 3.4, 3.6, 3.11.1, 3.12.1, 3.13-3.15.1. В этом случае на знаке должны быть нанесены схема маршрута объезда и изображение соответствующего запрещающего знака. |
| 5.20.2      |             | Предварительный указатель направлений                                                  | Указывает направления движения к населённым пунктам или другим объектам. На знаках могут быть нанесены символы автомагистрали, аэропорта, изображения знаков 5.29.1, 5.29.2, а также других символов и знаков, информирующих об особенностях дорожного движения. В нижней части знака 5.20.1 указывается расстояние от места его установки до перекрестка или начала полосы торможения. Знак 5.20.1 применяется также для указания схемы маршрута объезда участков дорог, на которых установлен один из запрещающих знаков 3.4, 3.6, 3.11.1, 3.12.1, 3.13-3.15.1. В этом случае на знаке должны быть нанесены схема маршрута объезда и изображение соответствующего запрещающего знака. |
| 5.20.3      |             | Схема движения                                                                         | Маршрут движения на перекрестке в случае запрещения отдельных манёвров, указание разрешённых направлений движения на перекрестке со сложной планировкой. |
| 5.20.4      |             | Схема движения к пункту обслуживания системы электронного сбора платы за проезд        | Указывает направление движения к пункту обслуживания системы BelToll. Рекомендательный. |
| 5.21.1      |             | Указатель направления                                                                  | Указывает направление (направления) движения к населённым пунктам или другим объектам. На знаках могут быть нанесены расстояния до указанных на них объектов (км), символы автомагистрали, аэропорта, изображения знаков 5.29.1, 5.29.2, а также других символов и знаков, информирующих об особенностях дорожного движения. |
| 5.21.2      |             | Указатель направлений                                                                  | Указывает направление (направления) движения к населённым пунктам или другим объектам. На знаках могут быть нанесены расстояния до указанных на них объектов (км), символы автомагистрали, аэропорта, изображения знаков 5.29.1, 5.29.2, а также других символов и знаков, информирующих об особенностях дорожного движения. |
| 5.22.1      |             | Начало населённого пункта                                                              | Начало населённого пункта, в котором действуют специальные требования Правил, устанавливающие порядок дорожного движения в населённых пунктах. |
| 5.22.2      |             | Начало населённого пункта                                                              | Начало населённого пункта, в котором действуют специальные требования Правил, устанавливающие порядок дорожного движения в населённых пунктах. |
| 5.23.1      |             | Конец населённого пункта                                                               | Место дороги, с которого утрачивают силу специальные требования Правил, устанавливающие порядок дорожного движения в населённых пунктах. |
| 5.23.2      |             | Конец населённого пункта                                                               | Место дороги, с которого утрачивают силу специальные требования Правил, устанавливающие порядок дорожного движения в населённых пунктах. |
| 5.24        |             | Начало границы населённого пункта                                                      | Начало границы населённого пункта, при движении по которому на данной дороге не действуют специальные требования Правил, устанавливающие порядок дорожного движения в населённых пунктах. |
| 5.25        |             | Конец границы населённого пункта                                                       | Конец границы населённого пункта, обозначенного знаком 5.24. |
| 5.26.1      |             | Наименование объекта                                                                   | Наименование объекта, не являющегося населённым пунктом (река, озеро, достопримечательности и т. п.), а также обозначение границ административно-территориальных и территориальных единиц. |
| 5.26.2      |             | Наименование объекта                                                                   | Наименование объекта в населённом пункте (название улицы, театра, музея и т. п.). |
| 5.27        |             | Указатель расстояний                                                                   | Расстояние до населённых пунктов или других объектов (км). |
| 5.28        |             | Километровый знак                                                                      | Расстояние от начала дороги (км). |
| 5.29.1      |             | Номер дороги                                                                           | Номер дороги, на которой установлен данный знак. На знаках 5.29.1, 5.29.3 с зелёным фоном указывается номер дороги, включённой в Европейскую систему автомобильных магистралей, с красным фоном — номер магистральной или республиканской дороги, с белым фоном — номер местной дороги. |
| 5.29.2      |             | Номер дороги                                                                           | Номер дороги, в направлении к которой осуществляется движение. |
| 5.29.3      |             | Номер и направление дороги                                                             | Указывает направление дороги (синий фон — направление в сторону дороги) с соответствующим номером. |
| 5.30.1      |             | Направление движения грузовых автомобилей                                              | Рекомендуемое направление движения для грузовых автомобилей, тракторов и самоходных машин, если на перекрестке их движение в одном из направлений запрещено. |
| 5.30.2      |             | Направление движения грузовых автомобилей                                              | Рекомендуемое направление движения для грузовых автомобилей, тракторов и самоходных машин, если на перекрестке их движение в одном из направлений запрещено. |
| 5.30.3      |             | Направление движения грузовых автомобилей                                              | Рекомендуемое направление движения для грузовых автомобилей, тракторов и самоходных машин, если на перекрестке их движение в одном из направлений запрещено. |
| 5.31        |             | Схема объезда                                                                          | Маршрут объезда участка дороги, временно закрытого для движения. |
| 5.32.1      |             | Направление объезда                                                                    | Направление объезда участка дороги, временно закрытого для движения. |
| 5.32.2      |             | Направление объезда                                                                    | Направление объезда участка дороги, временно закрытого для движения. |
| 5.32.3      |             | Направление объезда                                                                    | Направление объезда участка дороги, временно закрытого для движения. |
| 5.33        |             | Стоп-линия                                                                             | Место остановки транспортных средств при запрещающем сигнале регулировщика, светофора. |
| 5.34.1      |             | Предварительный указатель перестроения на другую проезжую часть                        | Направление объезда участка проезжей части дороги с разделительной полосой, временно закрытого для движения. |
| 5.34.2      |             | Предварительный указатель перестроения на другую проезжую часть                        | Направление движения для возвращения на правую проезжую часть дороги. |
| 5.35        |             | Реверсивное движение                                                                   | Начало участка дороги, на котором на одной или нескольких полосах направление движения может изменяться на противоположное. |
| 5.36        |             | Конец реверсивного движения                                                            | Конец участка дороги, обозначенного знаком 5.35. |
| 5.37        |             | Выезд на дорогу с реверсивным движением                                                | Выезд на участок дороги, на котором на одной или нескольких полосах направление движения может изменяться на противоположное. |
| 5.38        |             | Жилая зона                                                                             | Знаки информируют соответственно о начале и конце территории, на которой действуют специальные требования Правил, устанавливающие порядок дорожного движения в жилых зонах. |
| 5.39        |             | Конец жилой зоны                                                                       | Знаки информируют соответственно о начале и конце территории, на которой действуют специальные требования Правил, устанавливающие порядок дорожного движения в жилых зонах. |
| 5.40        |             | Пешеходная зона                                                                        | Знаки информируют соответственно о начале и конце территории, на которой действуют специальные требования Правил, устанавливающие порядок дорожного движения в пешеходных зонах. |
| 5.41        |             | Конец пешеходной зоны                                                                  | Знаки информируют соответственно о начале и конце территории, на которой действуют специальные требования Правил, устанавливающие порядок дорожного движения в пешеходных зонах. |
| 5.42        |             | Платная автомобильная дорога                                                           | Знак информирует о начале участка дороги, на котором используется система электронного сбора платы в режиме свободного многополосного движения за проезд транспортных средств. |
| 5.43        |             | Конец платной автомобильной дороги                                                     | Знак информирует о конце участка дороги, на котором используется система электронного сбора платы в режиме свободного многополосного движения за проезд транспортных средств. |
| 5.44        |             | Указатель направления к пункту обслуживания системы электронного сбора платы за проезд | Рекомендательный. Предупреждает о том что справа будет пункт обслуживания системы электронного сбора платы за проезд |

## Знаки сервиса
Знаки сервиса информируют о расположении соответствующих объектов.
В нижней части знака могут наноситься изображения знаков 7.1.1, 7.1.3, 7.1.4 «Расстояние до объекта» белого цвета.
| Номер знака | Изображение | Название                                                      | Пояснение |
| ----------- | ----------- | ------------------------------------------------------------- | --- |
| 6.1         |             | Пункт медицинской помощи                                      | Устанавливается рядом с аптеками. |
| 6.2         |             | Больница                                                      | Информирует о расположении больницы. |
| 6.3.1       |             | Автозаправка                                                  | Автозаправочная станция (только жидкое топливо)                                                                                                   |
| 6.3.2       |             | Автозаправка                                                  | Газовая автозаправочная станция (только газ) |
| 6.3.3       |             | Автозаправка                                                  | Совместная автозаправочная станция (жидкое топливо и газ)                                                                                         |
| 6.3.4       |             | электро мобиль станции для зарядки                            | Рекомендательный. Предупреждает о том что есть зарядка для электромобилей они могут зарядить свой электромобиль                                   |
| 6.3.5       |             | Автозаправочная станция, совмещённая со станцией для зарядки  | Рекомендательный. Жидкое топливо и электрозарядка.                                                                                                |
| 6.3.6       |             | Автозаправочная станция, совмещённая со станцией для зарядки  | Рекомендательный. Газ и электрозарядка. |
| 6.3.7       |             | Автозаправочная станция, совмещённая со станцией для зарядки  | Рекомендательный. Жидкое топливо, газ и электрозарядка.                                                                                           |
| 6.4         |             | Техническое обслуживание автомобилей                          | информирует о том что через 100 метров находится техническое обслуживание автомобилей например подкачать колеса или устранить неполадки двигателя |
| 6.5         |             | Мойка автомобилей                                             | Информирует о том что они могут заехать на мойку и помыть свой автомобиль от дорожной грязи или пыли                                              |
| 6.6         |             | Телефоная служба                                              | Информирует о том что есть телефонная служба на тротуаре                                                                                          |
| 6.7         |             | Пункт питания                                                 | Информирует о том что есть ресторан где можно покушать                                                                                            |
| 6.8         |             | Питьевая вода                                                 | информирует о том что можно попить воду в указанном месте                                                                                         |
| 6.9         |             | Гостиница или мотель                                          | знак похож на знак больница |
| 6.10        |             | Кемпинг                                                       | информирует о том что есть палатка |
| 6.11        |             | Место отдыха                                                  | информирует о том что есть место где можно остановиться и отдохнуть                                                                               |
| 6.12.1      |             | Милицыя                                                       | Информирует о полиции милиции |
| 6.12.2      |             | ГАИ                                                           | Информирует о посте гаи |
| 6.13        |             | Туалет                                                        | информирует о том что есть туалет |
| 6.14        |             | Пункт контроля транспортных средств                           | информирует о том что есть пункт контроля грузовиков и автобусов                                                                                  |
| 6.15        |             | Достопримечательность                                         | Информирует о том что есть достопримечательность                                                                                                  |
| 6.16        |             | Пункт обслуживания системы электронного сбора платы за проезд | Рекомендательный. О том что есть карта для сбора платы                                                                                            |

## Знаки дополнительной информации (таблички)
Знаки дополнительной информации (таблички) уточняют или ограничивают действие знаков, с которыми они применены.
Таблички размещаются непосредственно под знаком, с которым они применены. Таблички 7.2.2 — 7.2.4, 7.13 при расположении знаков над проезжей частью, обочиной или тротуаром размещаются сбоку от знака.
| Номер знака    | Изображение                                                                                       | Название                                            | Пояснение |
| -------------- | ------------------------------------------------------------------------------------------------- | --------------------------------------------------- | --- |
| 7.1.1          |                                                                                                   | Расстояние до объекта                               | Указывает расстояние от знака до начала опасного участка дороги или до места, с которого начинает действовать ограничение дорожного движения, или до определённого объекта (места), расположенного по ходу движения. |
| 7.1.2          |                                                                                                   | Расстояние до объекта                               | Указывает расстояние от знака 2.4 до перекрестка в случае, если непосредственно перед перекрестком установлен знак 2.5. |
| 7.1.3          |                                                                                                   | Расстояние до объекта                               | Указывает расстояние до объекта, находящегося в стороне от дороги. |
| 7.1.4          |                                                                                                   | Расстояние до объекта                               | Указывает расстояние до объекта, находящегося в стороне от дороги. |
| 7.2.1          |                                                                                                   | Зона действия                                       | Указывает протяжённость опасного участка дороги, обозначенного предупреждающими знаками, или зону действия запрещающих, предписывающих либо информационно-указательных знаков. |
| 7.2.2          |                                                                                                   | Зона действия                                       | Указывает зону действия знаков 3.27-3.30, если она не распространяется до ближайшего обозначенного перекрестка, а также ширину зоны пешеходного перехода, обозначенного знаками 5.16.1, 5.16.2. |
| 7.2.3          |                                                                                                   | Зона действия                                       | Указывает конец зоны действия знаков 3.27-3.30. |
| 7.2.4          |                                                                                                   | Зона действия                                       | Информирует водителей о нахождении транспортных средств в зоне действия знаков 3.27-3.30. |
| 7.2.5          |                                                                                                   | Зона действия                                       | Указывают направление и зону действия знаков 3.27-3.30 справа и (или) слева от них. |
| 7.2.6          |                                                                                                   | Зона действия                                       | Указывают направление и зону действия знаков 3.27-3.30 справа и (или) слева от них. |
| 7.3.1          |                                                                                                   | Направления действия                                | Указывают направления действия знаков, установленных перед перекрёстком или направления движения к обозначенным объектам, находящимся непосредственно у дороги. |
| 7.3.2          |                                                                                                   | Направления действия                                | Указывают направления действия знаков, установленных перед перекрёстком или направления движения к обозначенным объектам, находящимся непосредственно у дороги. |
| 7.3.3          |                                                                                                   | Направления действия                                | Указывают направления действия знаков, установленных перед перекрёстком или направления движения к обозначенным объектам, находящимся непосредственно у дороги. |
| 7.4.1          |                                                                                                   | Вид транспортного средства                          | Указывают вид транспортного средства, на который распространяется действие знака. Табличка 7.4.1 распространяет действие знака на грузовые автомобили (в том числе с прицепом) с технически допустимой общей массой свыше 3,5 т. Табличка 7.4.3 — на легковые автомобили, а также на грузовые автомобили с технически допустимой общей массой до 3,5 т включительно. Табличка 7.4.8 — на транспортные средства, оборудованные опознавательными знаками «Опасный груз». Табличка 7.4.9 — на все транспортные средства, за исключением велосипедов. Табличка 7.4.10 — на электромобили. Табличка 7.4.11 — на все транспортные средства, за исключением электромобилей. |
| 7.4.2          |                                                                                                   | Вид транспортного средства                          | Указывают вид транспортного средства, на который распространяется действие знака. Табличка 7.4.1 распространяет действие знака на грузовые автомобили (в том числе с прицепом) с технически допустимой общей массой свыше 3,5 т. Табличка 7.4.3 — на легковые автомобили, а также на грузовые автомобили с технически допустимой общей массой до 3,5 т включительно. Табличка 7.4.8 — на транспортные средства, оборудованные опознавательными знаками «Опасный груз». Табличка 7.4.9 — на все транспортные средства, за исключением велосипедов. Табличка 7.4.10 — на электромобили. Табличка 7.4.11 — на все транспортные средства, за исключением электромобилей. |
| 7.4.3          |                                                                                                   | Вид транспортного средства                          | Указывают вид транспортного средства, на который распространяется действие знака. Табличка 7.4.1 распространяет действие знака на грузовые автомобили (в том числе с прицепом) с технически допустимой общей массой свыше 3,5 т. Табличка 7.4.3 — на легковые автомобили, а также на грузовые автомобили с технически допустимой общей массой до 3,5 т включительно. Табличка 7.4.8 — на транспортные средства, оборудованные опознавательными знаками «Опасный груз». Табличка 7.4.9 — на все транспортные средства, за исключением велосипедов. Табличка 7.4.10 — на электромобили. Табличка 7.4.11 — на все транспортные средства, за исключением электромобилей. |
| 7.4.4          |                                                                                                   | Вид транспортного средства                          | Указывают вид транспортного средства, на который распространяется действие знака. Табличка 7.4.1 распространяет действие знака на грузовые автомобили (в том числе с прицепом) с технически допустимой общей массой свыше 3,5 т. Табличка 7.4.3 — на легковые автомобили, а также на грузовые автомобили с технически допустимой общей массой до 3,5 т включительно. Табличка 7.4.8 — на транспортные средства, оборудованные опознавательными знаками «Опасный груз». Табличка 7.4.9 — на все транспортные средства, за исключением велосипедов. Табличка 7.4.10 — на электромобили. Табличка 7.4.11 — на все транспортные средства, за исключением электромобилей. |
| 7.4.5          |                                                                                                   | Вид транспортного средства                          | Указывают вид транспортного средства, на который распространяется действие знака. Табличка 7.4.1 распространяет действие знака на грузовые автомобили (в том числе с прицепом) с технически допустимой общей массой свыше 3,5 т. Табличка 7.4.3 — на легковые автомобили, а также на грузовые автомобили с технически допустимой общей массой до 3,5 т включительно. Табличка 7.4.8 — на транспортные средства, оборудованные опознавательными знаками «Опасный груз». Табличка 7.4.9 — на все транспортные средства, за исключением велосипедов. Табличка 7.4.10 — на электромобили. Табличка 7.4.11 — на все транспортные средства, за исключением электромобилей. |
| 7.4.6          |                                                                                                   | Вид транспортного средства                          | Указывают вид транспортного средства, на который распространяется действие знака. Табличка 7.4.1 распространяет действие знака на грузовые автомобили (в том числе с прицепом) с технически допустимой общей массой свыше 3,5 т. Табличка 7.4.3 — на легковые автомобили, а также на грузовые автомобили с технически допустимой общей массой до 3,5 т включительно. Табличка 7.4.8 — на транспортные средства, оборудованные опознавательными знаками «Опасный груз». Табличка 7.4.9 — на все транспортные средства, за исключением велосипедов. Табличка 7.4.10 — на электромобили. Табличка 7.4.11 — на все транспортные средства, за исключением электромобилей. |
| 7.4.7          |                                                                                                   | Вид транспортного средства                          | Указывают вид транспортного средства, на который распространяется действие знака. Табличка 7.4.1 распространяет действие знака на грузовые автомобили (в том числе с прицепом) с технически допустимой общей массой свыше 3,5 т. Табличка 7.4.3 — на легковые автомобили, а также на грузовые автомобили с технически допустимой общей массой до 3,5 т включительно. Табличка 7.4.8 — на транспортные средства, оборудованные опознавательными знаками «Опасный груз». Табличка 7.4.9 — на все транспортные средства, за исключением велосипедов. Табличка 7.4.10 — на электромобили. Табличка 7.4.11 — на все транспортные средства, за исключением электромобилей. |
| 7.4.8          |                                                                                                   | Вид транспортного средства                          | Указывают вид транспортного средства, на который распространяется действие знака. Табличка 7.4.1 распространяет действие знака на грузовые автомобили (в том числе с прицепом) с технически допустимой общей массой свыше 3,5 т. Табличка 7.4.3 — на легковые автомобили, а также на грузовые автомобили с технически допустимой общей массой до 3,5 т включительно. Табличка 7.4.8 — на транспортные средства, оборудованные опознавательными знаками «Опасный груз». Табличка 7.4.9 — на все транспортные средства, за исключением велосипедов. Табличка 7.4.10 — на электромобили. Табличка 7.4.11 — на все транспортные средства, за исключением электромобилей. |
| 7.4.9          | знак имеет чёрную кайму и белый прямоугольник и велосипед с надписью кроме                        | Вид транспортного средства                          | Указывают вид транспортного средства, на который распространяется действие знака. Табличка 7.4.1 распространяет действие знака на грузовые автомобили (в том числе с прицепом) с технически допустимой общей массой свыше 3,5 т. Табличка 7.4.3 — на легковые автомобили, а также на грузовые автомобили с технически допустимой общей массой до 3,5 т включительно. Табличка 7.4.8 — на транспортные средства, оборудованные опознавательными знаками «Опасный груз». Табличка 7.4.9 — на все транспортные средства, за исключением велосипедов. Табличка 7.4.10 — на электромобили. Табличка 7.4.11 — на все транспортные средства, за исключением электромобилей. |
| 7.4.10         |                                                                                                   | Вид транспортного средства                          | Указывают вид транспортного средства, на который распространяется действие знака. Табличка 7.4.1 распространяет действие знака на грузовые автомобили (в том числе с прицепом) с технически допустимой общей массой свыше 3,5 т. Табличка 7.4.3 — на легковые автомобили, а также на грузовые автомобили с технически допустимой общей массой до 3,5 т включительно. Табличка 7.4.8 — на транспортные средства, оборудованные опознавательными знаками «Опасный груз». Табличка 7.4.9 — на все транспортные средства, за исключением велосипедов. Табличка 7.4.10 — на электромобили. Табличка 7.4.11 — на все транспортные средства, за исключением электромобилей. |
| 7.4.11         | знак имеет чёрную кайму и белый прямоугольник и электромобиль который заряжается с надписью кроме | Вид транспортного средства                          | Указывают вид транспортного средства, на который распространяется действие знака. Табличка 7.4.1 распространяет действие знака на грузовые автомобили (в том числе с прицепом) с технически допустимой общей массой свыше 3,5 т. Табличка 7.4.3 — на легковые автомобили, а также на грузовые автомобили с технически допустимой общей массой до 3,5 т включительно. Табличка 7.4.8 — на транспортные средства, оборудованные опознавательными знаками «Опасный груз». Табличка 7.4.9 — на все транспортные средства, за исключением велосипедов. Табличка 7.4.10 — на электромобили. Табличка 7.4.11 — на все транспортные средства, за исключением электромобилей. |
| 7.5.1          |                                                                                                   | Субботние, воскресные и праздничные дни             | Указывают дни недели, в течение которых действует знак. |
| 7.5.2          |                                                                                                   | Рабочие дни                                         | Указывают дни недели, в течение которых действует знак. |
| 7.5.3          |                                                                                                   | Дни недели                                          | Указывают дни недели, в течение которых действует знак. |
| 7.5.4          |                                                                                                   | Время действия                                      | Указывает время суток, в течение которого действует знак. |
| 7.5.5          |                                                                                                   | Время действия                                      | Указывают дни недели и время суток, в течение которых действует знак. |
| 7.5.6          |                                                                                                   | Время действия                                      | Указывают дни недели и время суток, в течение которых действует знак. |
| 7.5.7          |                                                                                                   | Время действия                                      | Указывают дни недели и время суток, в течение которых действует знак. |
| 7.5.8          | знак имеет чёрную кайму и белый прямоугольник с солнцем                                           | День                                                | Таблички указывают — знак действует только в светлое время суток. |
| 7.5.9          | Знак имеет чёрную кайму и белый прямоугольник с куском луны                                       | Ночь                                                | Таблички указывают — знак действует только в тёмное время суток. |
| 7.5.10         | Знак имеет чёрную кайиу и бнлый прямоугольник с снежинкой                                         | Зима                                                | Таблички указывают — знак действует с 1 ноября по 31 марта включительно. |
| 7.6.1 (7.6.10) |                                                                                                   | Способ постановки транспортного средства на стоянку | Указывает, что все транспортные средства должны быть поставлены на стоянку на проезжей части вдоль тротуара. |
| 7.6.2 (7.6.11) |                                                                                                   | Способ постановки транспортного средства на стоянку | Указывают способ постановки легковых автомобилей и мотоциклов на околотротуарной стоянке. Остановка и стоянка других транспортных средств запрещаются. |
| 7.6.3 (7.6.12) |                                                                                                   | Способ постановки транспортного средства на стоянку | Указывают способ постановки легковых автомобилей и мотоциклов на околотротуарной стоянке. Остановка и стоянка других транспортных средств запрещаются. |
| 7.6.4 (7.6.13) |                                                                                                   | Способ постановки транспортного средства на стоянку | Указывают способ постановки легковых автомобилей и мотоциклов на околотротуарной стоянке. Остановка и стоянка других транспортных средств запрещаются. |
| 7.6.5 (7.6.14) |                                                                                                   | Способ постановки транспортного средства на стоянку | Указывают способ постановки легковых автомобилей и мотоциклов на околотротуарной стоянке. Остановка и стоянка других транспортных средств запрещаются. |
| 7.6.6 (7.6.15) |                                                                                                   | Способ постановки транспортного средства на стоянку | Указывают способ постановки легковых автомобилей и мотоциклов на околотротуарной стоянке. Остановка и стоянка других транспортных средств запрещаются. |
| 7.6.7 (7.6.16) |                                                                                                   | Способ постановки транспортного средства на стоянку | Указывают способ постановки легковых автомобилей и мотоциклов на околотротуарной стоянке. Остановка и стоянка других транспортных средств запрещаются. |
| 7.6.8 (7.6.17) |                                                                                                   | Способ постановки транспортного средства на стоянку | Указывают способ постановки легковых автомобилей и мотоциклов на околотротуарной стоянке. Остановка и стоянка других транспортных средств запрещаются. |
| 7.6.9 (7.6.18) |                                                                                                   | Способ постановки транспортного средства на стоянку | Указывают способ постановки легковых автомобилей и мотоциклов на околотротуарной стоянке. Остановка и стоянка других транспортных средств запрещаются. |
| 7.7            |                                                                                                   | Количество опасных поворотов                        | Устанавливается со знаками 1.12.1, 1.12.2 и информирует о количестве опасных поворотов, расположенных один за другим. |
| 7.8            |                                                                                                   | Платные услуги                                      | Указывает, что услуги предоставляются только за наличный расчёт. |
| 7.9            |                                                                                                   | Ограничение продолжительности стоянки               | Указывает максимальную продолжительность пребывания транспортного средства на стоянке, обозначенной знаком 5.15. |
| 7.10           |                                                                                                   | Место для осмотра автомобилей                       | Указывает, что на площадке, обозначенной знаком 5.15 или 6.11, имеется эстакада или смотровая канава для осмотра транспортных средств. |
| 7.11           |                                                                                                   | Ограничение максимальной массы                      | Указывает, что действие знака распространяется только на транспортные средства с фактической массой более обозначенной на табличке. |
| 7.12           |                                                                                                   | Нанесение разметки                                  | Устанавливается со знаком 1.23 и информирует о проведении работ по нанесению дорожной разметки. |
| 7.13           |                                                                                                   | Направление главной дороги                          | Устанавливается со знаками 2.1, 2.4, 2.5 и указывает направление главной дороги на перекрестке. |
| 7.14           |                                                                                                   | Полоса движения                                     | Указывает полосу движения, на которую распространяется действие знака или светофора. |
| 7.15           |                                                                                                   | Пешеходы — инвалиды по зрению                       | Указывает, что пешеходным переходом часто пользуются инвалиды по зрению. Применяется со знаками 1.20, 5.16.1, 5.16.2 и светофорами. |
| 7.16           |                                                                                                   | Влажное покрытие                                    | Указывает, что действие знака распространяется только на период времени, когда покрытие проезжей части дороги является влажным. |
| 7.17           |                                                                                                   | Инвалиды                                            | Используется с дорожным знаком 5.15 и информирует, что стояночная площадка или её часть отведена для стоянки транспортных средств с опознавательным знаком «Инвалид». |
| 7.18           |                                                                                                   | Кроме инвалидов                                     | Указывает, что действие знака не распространяется на транспортные средства с опознавательным знаком «Инвалид». |
| 7.19           |                                                                                                   | Класс опасного груза                                | Устанавливается со знаком 3.32 и указывает номер класса опасного груза (согласно ГОСТ 19433-88), с которым движение транспортных средств запрещено. |
| 7.20           |                                                                                                   | Эвакуатор                                           | Устанавливается со знаками 3.27—3.30 и информирует о возможной эвакуации (блокировке колес) транспортного средства при отсутствии водителя в транспортном средстве или в непосредственной близости от него. |
| 7.21           |                                                                                                   | Скользкая полоса наката                             | Устанавливается со знаком 1.23 и информирует о возможном изменении коэффициента сцепления по ширине проезжей части дороги. |
| 7.22.1         |                                                                                                   | Вид опасности                                       | Устанавливается со знаком 1.29 и информирует о возможном виде дорожно-транспортного происшествия. Табличка 7.22.1 нападение автомобилей Табличка 7.22.2 опрокидывание автомобиля Табличка 7.22.3 наезд на пешеходов Табличка 7.22.4 наезд на велосипедиста |
| 7.22.2         |                                                                                                   | Вид опасности                                       | Устанавливается со знаком 1.29 и информирует о возможном виде дорожно-транспортного происшествия. Табличка 7.22.1 нападение автомобилей Табличка 7.22.2 опрокидывание автомобиля Табличка 7.22.3 наезд на пешеходов Табличка 7.22.4 наезд на велосипедиста |
| 7.22.3         |                                                                                                   | Вид опасности                                       | Устанавливается со знаком 1.29 и информирует о возможном виде дорожно-транспортного происшествия. Табличка 7.22.1 нападение автомобилей Табличка 7.22.2 опрокидывание автомобиля Табличка 7.22.3 наезд на пешеходов Табличка 7.22.4 наезд на велосипедиста |
| 7.22.4         |                                                                                                   | Вид опасности                                       | Устанавливается со знаком 1.29 и информирует о возможном виде дорожно-транспортного происшествия. Табличка 7.22.1 нападение автомобилей Табличка 7.22.2 опрокидывание автомобиля Табличка 7.22.3 наезд на пешеходов Табличка 7.22.4 наезд на велосипедиста |
| 7.23           |                                                                                                   | Экстренная помощь                                   | Информирует о наличии экстренной связи на дороге. |
| 7.24           |                                                                                                   | Служите примером своему ребёнку                     | Рекомендательный. Размещается на пешеходном переходе рядом со школой, детским дошкольным учреждением и учреждением здравоохранения, передней стороной к пешеходам. |
| 7.25           |                                                                                                   | Количество разрешённых мест для стоянки             | Рекомендательный. Например надпись 5 месц |

## История
17 декабря 1992 года Комитет по стандартизации, метрологии и сертификации при Совете министров Республики Беларусь утвердил Постановление № 3 «О придании государственным стандартам бывшего СССР (ГОСТ) статуса межгосударственных и о снятии ограничения срока их действия». Согласно этому Постановлению, в Беларуси продолжил действовать ГОСТ 10807-78 «Знаки дорожные. Общие технические условия», который вступил в силу 1 января 1980 года вместо ГОСТ 10807-71.
26 февраля 1999 года Государственный комитет по стандартизации, метрологии и сертификации Республики Беларусь одобрил Постановление № 2 «Об утверждении, введении в действие и изменении государственных стандартов». Согласно Постановлению, утвердили «СТБ 1140-99 „Знаки дорожные. Общие технические условия“», действующий с 1 октября 1999 года вместо ГОСТ 10807-78. В итоге в Беларуси появились собственные дорожные знаки, соответствовавшие Венскому соглашению 1968 года «О дорожных знаках и сигналах» и Женевскому европейскому соглашению 1971 года, дополнявшему Венское. Разработчиком СТБ 1140-99 выступило НПО «Белавтодорпрогресс».
31 октября 2013 года Государственный комитет по стандартизации Республики Беларусь (Госстандарт РБ) одобрил Постановление № 56 «Об утверждении, введении в действие, отмене и изменении технических нормативных правовых актов в области технического нормирования и стандартизации…». Согласно Постановлению, с 1 июля 2014 года ввели в действие СТБ 1140—2013 «Технические средства организации дорожного движения. Знаки дорожные. Общие технические условия» вместо СТБ 1140-99. Разработчиком СТБ 1140—2013 было РУП «Белорусский дорожный научно-исследовательский институт» («БелдорНИИ»). 7 августа 2018 года Госстандарт РБ одобрил Постановление № 42, к которому утвердил Изменение № 1 в СТБ 1140—2013 от 1 марта 2019 года. Согласно Постановлению добавили 18 дорожных знаков: 1 предупреждающий знак про средства автоматической фотофиксации (1.36), 8 предписывающих знаков для упорядочения движения на пешеходно-велосипедных дорожках (4.5.3-4, 4.6.3-4 и 4.11.1-4), 2 информационно-указательных знака со схемой движения и указателями направления к пункту дорожной оплаты «BelToll» (5.20.4 и 5.44), 4 знака сервиса про зарядные станции и совмещенные с ними АЗС (6.3.4-7), а также 3 соответствующие таблички (7.4.9 и 7.24-25). Эти новые знаки пока считаются рекомендательными и остались вне Правил дорожного движения ввиду отсутствия соответствующего законодательного акта о внесении знаков в ПДД.